# 龙蓬
龙蓬（法語：Rompon，法語發音：[ʁɔ̃pɔ̃]）是法国阿尔代什省的一个市镇，属于普里瓦区。

## 地理
龙蓬（44°45'41"N, 4°43'24"E）面积22.03 平方千米，位于法国奥弗涅-罗讷-阿尔卑斯大区阿尔代什省，该省份为法国东南部内陆省份，北起顺时针与卢瓦尔省、伊泽尔省、德龙省、沃克吕兹省、加尔省、洛泽尔省和上盧瓦爾省接壤。
与龙蓬接壤的市镇（或旧市镇、城区）包括：拜克斯、勒普赞、圣谢尔热拉塞尔、圣于连昂圣阿尔邦、圣洛朗迪帕普、罗讷河畔拉武尔特、德龙河畔利夫龙。

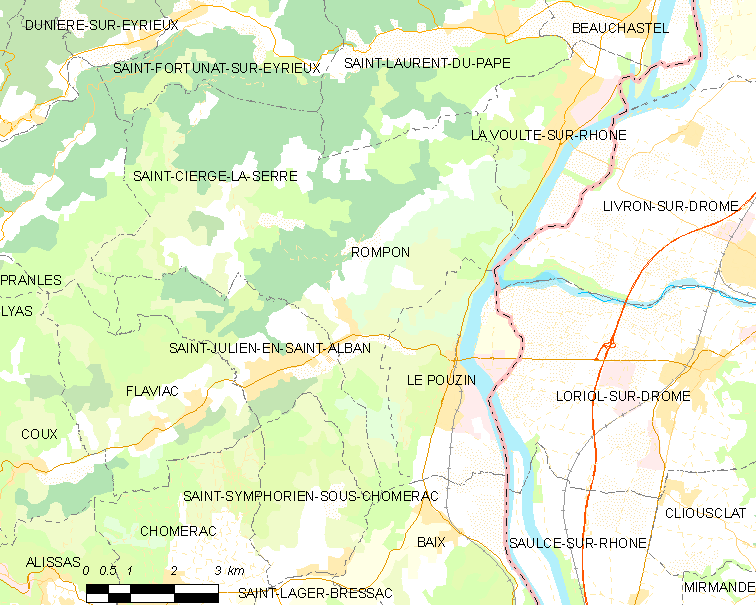
龙蓬的OSM定位图

龙蓬的时区为UTC+01:00、UTC+02:00（夏令时）。

## 行政
龙蓬的邮政编码为07250、07800，INSEE市镇编码为07198。

## 政治
龙蓬所属的省级选区为勒普赞县。

## 人口

1962-2008年间龙蓬人口变化图示

龙蓬于2022年1月1日时的人口数量为1141人。